# Marilena Vladarau
Marilena Vladarau (Bucarest, Rumania, 16 de agosto de 1963) es una gimnasta artística campeona mundial en 1979 en el concurso por equipos.

## Carrera deportiva
En el Mundial que tuvo lugar en Estrasburgo (Francia) en 1978 ganó la plata en el concurso por equipos, tras la Unión Soviética y por delante de Alemania del Este, siendo sus compañeras: Nadia Comăneci, Emilia Eberle, Marilena Neacsu, Teodora Ungureanu y Anca Grigoraș.
En el Mundial celebrado en Fort Worth (Texas) en 1979 consiguió el oro en el concurso por equipos, por delante de la Unión Soviética y Alemania del Este, siendo sus compañeras de equipo: Nadia Comăneci, Rodica Dunca, Melita Ruhn, Emilia Eberle y Dumitrița Turner.